# Kuvetjärnen (Ärtemarks socken, Dalsland)
Kuvetjärnen är en sjö i Bengtsfors kommun i Dalsland och ingår i Göta älvs huvudavrinningsområde.